# Ржава
Ржава — річка в Росії, у Пристенському й Солнцевському районах Курської області. Ліва притока Сейму (басейн Дніпра).

## Опис
Довжина річки приблизно 26,9 км.

## Розташування
Бере початок на східній стороні від села Нагольне. Тече переважно на північний схід через Ржавчик і на південній стороні від Горбуновки впадає у річку Сейм, ліву притоку Десни.
Населені пункти вздовж берегової смуги: Луг, Мокренький, Кіровський, Буланець, Ржаво-Плота, Надежевка, Дежевка.